# Annate (tasse)
Le Annate erano una tassa percepita dalla Santa Sede sui benefici ecclesiastici delle sedi vescovili ad ogni mutamento di titolarità. Esse erano anche note con il nome latino di primitiae,  un concetto che risale alla Mitologia greca, a quella romana ed alla religione ebraica.
Esse furono istituite da papa Clemente V (1305-1314, primo papa con sede ad Avignone) nel 1306 ed erano costituite da un'annualità di ricavi, dedotte le spese sostenute per la gestione e per la conservazione del beneficio. Questo diritto, percepito per lungo tempo in tutta la cristianità, fu fonte di controversie senza fine fra Roma e la maggior parte delle corti europee.

## In Francia
Introdotte in Francia nel 1320, la annate furono soppresse da Carlo VII con la Prammatica Sanzione di Bourges (7 luglio 1438) ma ristabilite da Francesco I in ottemperanza al Concordato di Bologna stipulato nel capoluogo emiliano con papa Leone X nel 1516. Furono definitivamente abolite nel 1789 dalla Rivoluzione francese.

## In Inghilterra
Furono abolite da Enrico VIII nel 1534 da una legge emessa sotto il governo di Thomas Cromwell.

## Germania
A seguito degli esiti del Concilio di Costanza fu deciso che tali tasse dovessero essere pagate in due rate semestrali, se il loro ammontare superava i 24 fiorini d'oro. Il Concilio di Basile (1443) volle la loro abolizione, ma furono ripristinate da quello di Vienna nel 1448. In realtà la prassi cadde a poco a poco in disuso fino a che la secolarizzazione del 1804 le eliminò definitivamente.

## Prussia
In Prussia, ove i vescovi ricevevano un salario dallo stato, esse furono pagate da quest'ultimo.